# Пейо Пантелеев
Пейо Пантелеев е български поет, актьор, мим, сценарист, режисьор и художник.

## Биография
Пейо Пантелеев е роден на 3 май 1945 г. в Бургас.
Страстно отдаден на баскетбола. Играл е последователно в „Ботев-Бургас“, „Локомотив“ и „Нефтохимик“ като състезател и треньор.
През 1966 г. започва работа в Нефтохимическия комбинат. Занимава се активно с художествена самодейност в колектива, в който работи.
През 1972 г. става завеждащ отдел „Художествена самодейност“ към Дома на културата на Нефтохимика. Един от създателите и участник в театъра на нефтохимиците, завоювал редица призови места в страната.
През 1976 г. създава първото в България студио „Пантонима“, заедно с Милчо Милчев и Вельо Горанов. 
От 1972 г. до 1978 г. е инициатор, художествен ръководител и актьор в едно от първите студия за пантомима. За първи път в България реализира цялостен пантомимичен спектакъл, с помощта на Милчо Милчев и Вельо Горанов.
През 1978 г. започва като стажант-актьор в бургаския куклен театър. След три години (1981 г.) защитава актьорско звание.
В периода 1990 – 1991 г. създава и ръководи Театрална студия с учениците от I клас към СОУ „Св.Св. Кирил и Методий“ – Бургас, като реализира спектакъла „Чими“ от Борис Априлов. Премиерата се състои в Държавен куклен театър – Бургас.
Тридесет години (до 2008 г.) от живота си посвещава на актьорската професия. Работи дълги години и като режисьор на самодейните театри в Поморие и Созопол.
В последните години Пейо Пантелеев организира четири самостоятелни художествени изложби на живопис в Галерия „Богориди“ и галерията на Окръжната библиотека, посветени на морето, небето и Бургас.
На 5 ноември 2010 г. е удостоен със званието „Почетен гражданин на Бургас“.
На 6 февруари 2020 г. получава „Ключа от кулата на Бургас“ – персонална награда за изключителни постижения. Тогава се състои промоцията на последния албум на автора (в тандем с композитора Георги Милтиядов), която се явява и бенефисен концерт със стиховете на поета. В „Музиката продължава...“ на сцената се събират над 120 музиканти, певци и артисти, които почитат големия бургаски талант – Плевенска филхармония, група „Горещ пясък“, смесен хор „Родна песен“ (дир. Милена Добрева), Балет „DEJA VU“ и едни от най-известните български изпълнители на популярна музика. Режисьор е Христо Симеонов, а инициатор, диригент и музикален продуцент – Георги Милтиядов.

## Творчество
Пейо Пантелеев е сред популярните съвременни български поети, познат най-вече с лириката за трепетите на моряка и усещането за любов. Автор е на текстовете на над 100 български популярни песни и на няколко театрални пиеси. Творбите си нарича „стихотворни песни“ – „Дори без мелодия, когато се четат, те звучат като песен – така естествено, както плисъка на морските вълни.“ През годините събира поетичните си произведенията в три книги, издава един сборник с басни и две пиеси за деца и възрастни. Част от песните по негови стихове представя в два самостоятелни албума. 
Животът го среща с едни от най-известните композитори на популярна музика в България – Стефан Диомов, Иван Михайлов, Стефан Димитров, Александър Бръзицов, Максим Горанов, Стефан Маринов, Митко Щерев, Пламен Ставрев, Хайгашод Агасян, Валери Костов, Красимир Гюлмезов, Чавдар Селвелиев, Руслан Карагьозов и др.
Песните му се изпълняват от Тони Димитрова, Тоника СВ, Ваня Костова, Пламен Ставрев, Галя Ичеренска, Боян Михайлов, Маргарита Хранова, Орлин Горанов, Пени Ставрева, Ева и Гого Найденови, Силвия Кацарова, Руслан Мъйнов, Дует „Бургас“, Георги Милтиядов, Красимира Кралева, Дани Огнянов, Вокален ансамбъл „Фортисимо“, Вокална формация „Морски песъчинки“, Детски хор „Милка Стоева“ – Бургас (дир. Светла Стоева), Смесен хор „Родна песен“ – Бургас (дир. Милена Добрева), Общински хор „Гена Димитрова“ – Плевен (дир. Анелия Дечева), Мустафа Чаушев, Росица Кирилова, Панайот Панайотов и др. 
В последните години от живота си, Пейо Пантелеев работи основно с композитора Георги Милтиядов. Създават над 30 песни, като едва 17 от тях събират в първия си общ албум „Целувка в нощта“. Творбите им са финалисти в конкурсите „Бургас и морето“, „Лирата на Орфей“, „Златен кестен“, „Сладкопойна чучулига“ и др. 
Почива на 20 април 2020 г. 

## Дискография
- Златни хитове по текстове на Пейо Пантелеев – „Здравей, как си, приятелю?“, Златна колекция + книжка с текстове, изд. StefKos Music, 2011 г.
  1. „Здравей, как си, приятелю?“ – муз. и ар. Стефан Диомов, изп. Фамилия „Тоника“
  2. „Шепа пепел, две сълзи“ – муз. Митко Щерев, ар. Максим Горанов, изп. Тони Димитрова
  3. „Спомен от детството“ – муз. Иван Михайлов, ар. Валери Костов, изп. Ваня Костова
  4. „В кръчмата накрай града“ – муз. Стефан Диомов, ар. Максим Горанов, изп. Тони Димитрова
  5. „Обич“ („Не се сърди...“) – муз. и ар. Стефан Диомов, изп. Фамилия „Тоника“
  6. „За теб, Любов!“ – муз. и ар. Митко Щерев, изп. Тони Димитрова
  7. „Гурбет блус“ – муз., ар. и изп. Пламен Ставрев
  8. „Рождество“ – муз., ар. и изп. Пламен Ставрев
  9. „Звезда“ – муз. Стефан Диомов, ар. Румен Бояджиев, изп. Ваня Костова
  10. „Хоро“ – муз. Иван Михайлов, ар. Валери Костов, изп. Ваня Костова
  11. „Някой зад вратата“ – муз. Иван Михайлов, ар. Валери Костов, изп. Ваня Костова
  12. „Ах, как можах да те пусна!“ – муз. Стефан Димитров, ар. Димитър Гетов, изп. Ваня Костова
  13. „Някъде далеч“ – муз. Валя Костадинова, ар. Николай Кидиков, изп. Красимира Кралева и Дани Огнянов
  14. „Врабчова песен“ – муз. Хайгашод Агасян, ар. Димитър Гетов, изп. Ваня Костова
  15. „Коледен сън“ – муз. и ар. Стефан Диомов, изп. Тони Димитрова и Пламен Ставрев
  16. „Има ли надежда?“ – муз. Стефан Диомов, ар. Максим Горанов, изп. Тони Димитрова и Захари Чернев
  17. „Помниш ли?“ – муз. и ар. Красимир Гюлмезов, изп. Ева и Гого Найденова
  18. „Пепел е любовта“ – муз. и ар. Руслан Карагьозов, изп. Ваня Костова
  19. „Когато мъжете плачат“ – муз. Бончо Гроздев, ар. Атанас Бончев, изп. Галя Ичеренска

- „Целувка в нощта“ – песни по стихове на Пейо Пантелеев + книжка с текстове, изд. GFM Production, 2020 г.
  1. „Целувка в нощта“ – муз., ар. и изп. Георги Милтиядов и квартет „ГЕОМАРЧАЛО“
  2. „Легенда“ – муз. и ар. Георги Милтиядов, изп. Маргарита Хранова
  3. „Мой живот“ – муз. и ар. Георги Милтиядов, изп. Тони Димитрова и Орлин Горанов
  4. „Прегърни ме тогава!“ – муз. и ар. Георги Милтиядов, изп. Красимира Кралева
  5. „Зов за любов“ – муз. и ар. Георги Милтиядов, изп. Силвия Кацарова
  6. „Слънчев рефрен“ – муз. и ар. Георги Милтиядов, изп. Руслан Мъйнов
  7. „Завръщане“ – муз. и ар. Георги Милтиядов, изп. Маргарита Хранова
  8. „Когато – тогава...“ – муз. и ар. Георги Милтиядов, изп. Галя Ичеренска
  9. „Дано да си простиш!“ – муз. и ар. Георги Милтиядов, изп. Пени Ставрева
  10. „Думи неизречени“ – муз., ар. и изп. Георги Милтиядов
  11. „Звезден прах и луна“ – муз. и ар. Георги Милтиядов, изп. Галя Ичеренска
  12. „Стръмен път е любовта“ – муз. и ар. Георги Милтиядов, изп. Дует „Бургас“
  13. „Бяла орхидея“ – муз. и ар. Георги Милтиядов, изп. Орлин Горанов
  14. „Коледата в мен“ – муз. и ар. Георги Милтиядов, изп. Галя Ичеренска и ОХ „Гена Димитрова“
  15. „Чуден сън“ – муз. и ар. Георги Милтиядов, изп. Детски хор „Милка Стоева“
  16. „Децата на света“ – муз. и ар. Георги Милтиядов, изп. Вокална формация „Морски песъчинки“
  17. „Среща в Бургас“ – муз. и ар. Георги Милтиядов, изп. Сборна формация